# Joël Abati
Joël Abati (Fort-de-France, 25 de abril de 1970) es un exjugador de balonmano francés que jugaba tanto de extremo como de lateral derecho. Fue uno de los componentes de la Selección de balonmano de Francia con la que disputó 204 partidos internacionales en los que ha anotó un total de 585 goles, debutando un 22 de noviembre de 1995 en un partido amistoso contra la  selección de Bielorrusia.
Anunció su retirada de la selección francesa una vez concluidos los Juegos Olímpicos de Pekín en los que había conseguido la medalla de oro marcando un total de 8 goles durante el mismo. Sin embargo, la lesión de Didier Dinart durante el Campeonato del Mundo de Croacia 2009 provocó que el seleccionador francés Claude Onesta lo convocara para la fase final haciéndose con una nueva medalla de oro cerrando así definitivamente a los 38 años su periplo en el equipo nacional francés.
Tras su retirada como jugador profesional de balonmano, dio el salto a la política, siendo nombrado el 21 de marzo de 2010 responsable de juventud y de deportes del gobierno regional de Languedoc-Rousillon.

## Equipos
- Saint-Michel Sports (1990-1991)
- Levallois SC (1991-1992)
- USM Gagny (1992-1995)
- US Créteil HB (1995-1997)
- SC Magdeburg (1997-2007)
- Montpellier Agglomération Handball (2007-2009)

## Palmarés
- Copa de Francia  1997, 2008, 2009
- Copa EHF 1999, 2001, 2007
- Bundesliga  2001
- Liga de Campeones  2002
- Liga de Francia  2008, 2009
- Copa de la Liga de Francia 2008

## Méritos y distinciones
- Mejor extremo derecho de la Bundesliga 2004.
- Caballero de la Legión de Honor.